# Montanges
Montanges település Franciaországban, Ain megyében. Lakosainak száma 348 fő (2022. január 1.). Montanges Champfromier, Chézery-Forens, Confort, Saint-Germain-de-Joux és Valserhône községekkel határos.

## Népesség
A település népességének változása:
| Lakosok száma | 226  | 191  | 248  | 330  | 338  | 344  | 344  | 351  | 351  | 348  |
|               | 1968 | 1982 | 1990 | 2006 | 2013 | 2015 | 2017 | 2019 | 2020 | 2022 |